# Kloster Râșca

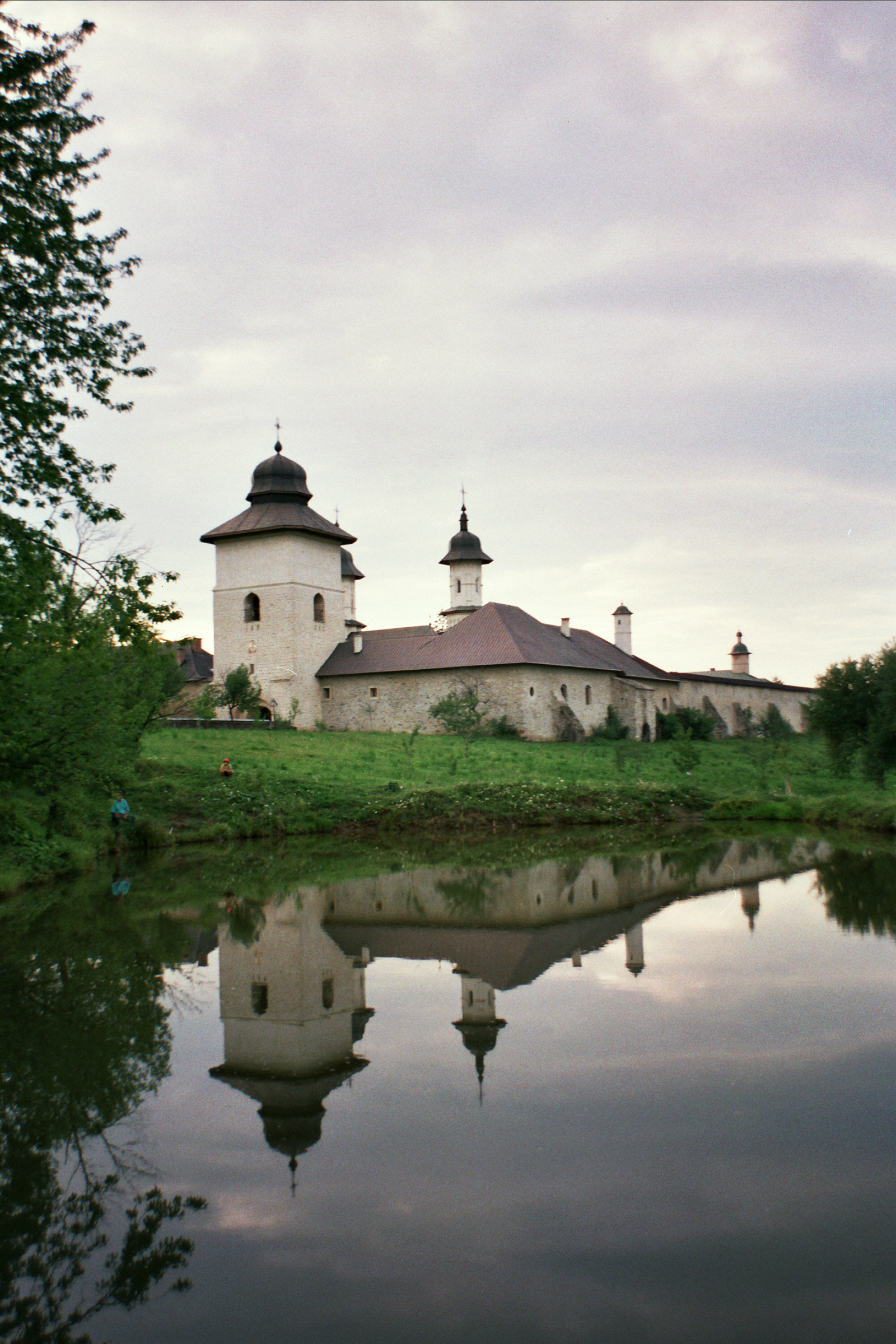
Das Kloster

Das Kloster Râșca (rumänisch Mănăstirea Râșca) ist ein rumänisch-orthodoxes Kloster in der Gemeinde Râșca im Kreis Suceava in der Westmoldau in Rumänien.

## Geschichte
Das bestehende Männerkloster wurde in der Nähe eines nach wiederholter Zerstörung der ursprünglichen, auf das Jahr 1359 zurückgehenden Anlage im Jahr 1542 von Petru Rareș errichteten Klosters auf Veranlassung des Bischofs Macarie aus Roman erbaut, aber 1574 wieder verwüstet und lag 40 Jahre lang in Ruinen. Die dem hl. Nikolaus geweihte Kirche wurde von Costea Băcioc, dem Schwiegervater von Vasile Lupu, dem Woiwoden der Moldau, in den Jahren 1611 bis 1617 durch Anfügen einer Vorhalle vergrößert. Die bewehrte Mauer um die Anlage ließ Lupus Bruder Lupu Coci errichten. 1821 wurde das Kloster wiederum geplündert, aber von 1823 bis 1827 erneuert. Dabei wurde auch die Trennwand zwischen Naos und Pronaos abgebrochen. Sowohl im Inneren als auch im Äußeren erfolgten Übermalungen.
Im 19. Jahrhundert diente das Kloster als Verbannungsort, u. a. für den späteren rumänischen Ministerpräsidenten Mihail Kogălniceanu.
Zur Zeit der kommunistischen Herrschaft durften nur zwei Mönche in dem Kloster verbleiben.
Die Anlage steht unter der Nummer SV-II-a-A-05630 unter Denkmalschutz.

## Bauten und Anlage

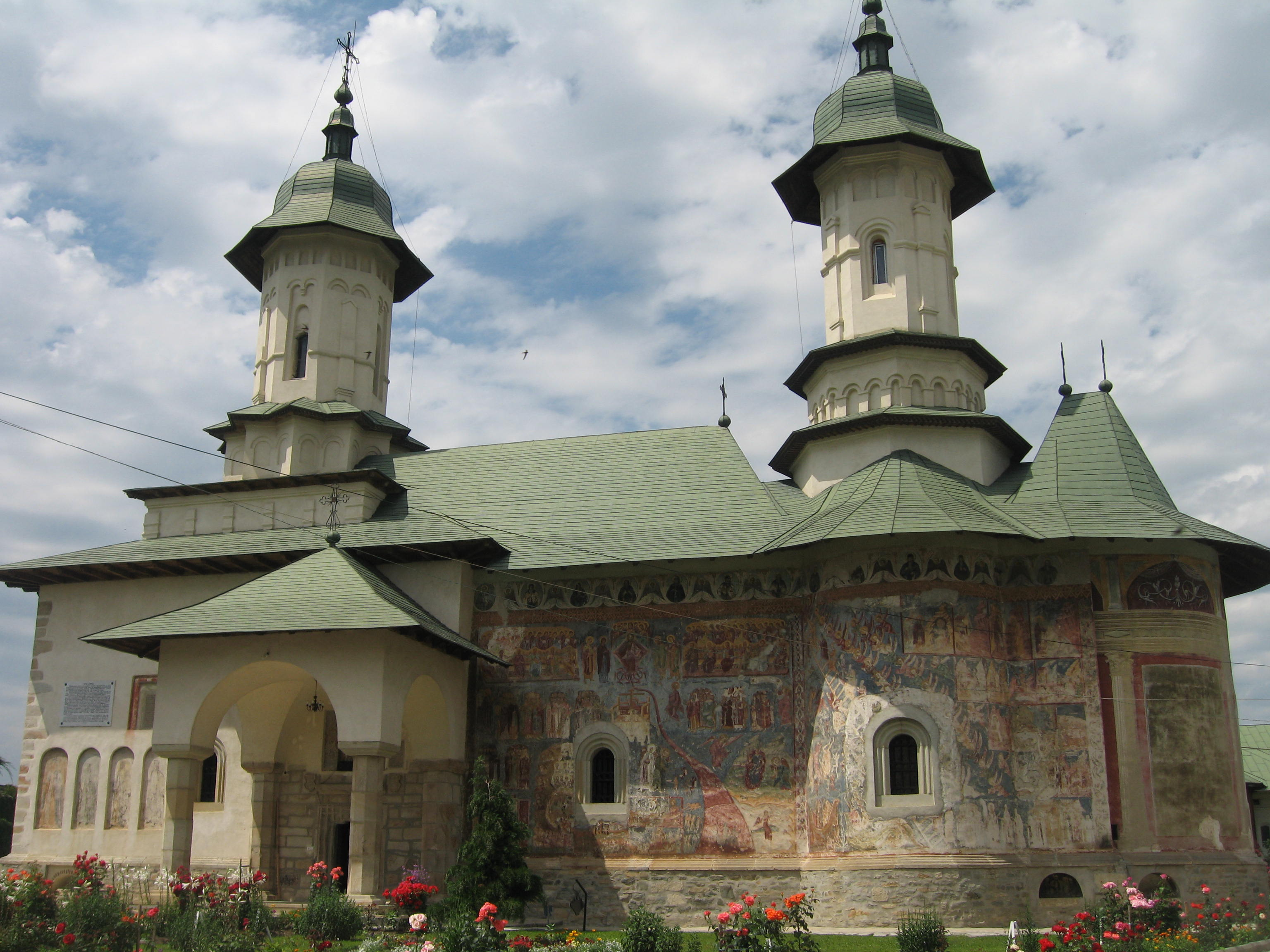
Außenfresken an der Nikolauskirche

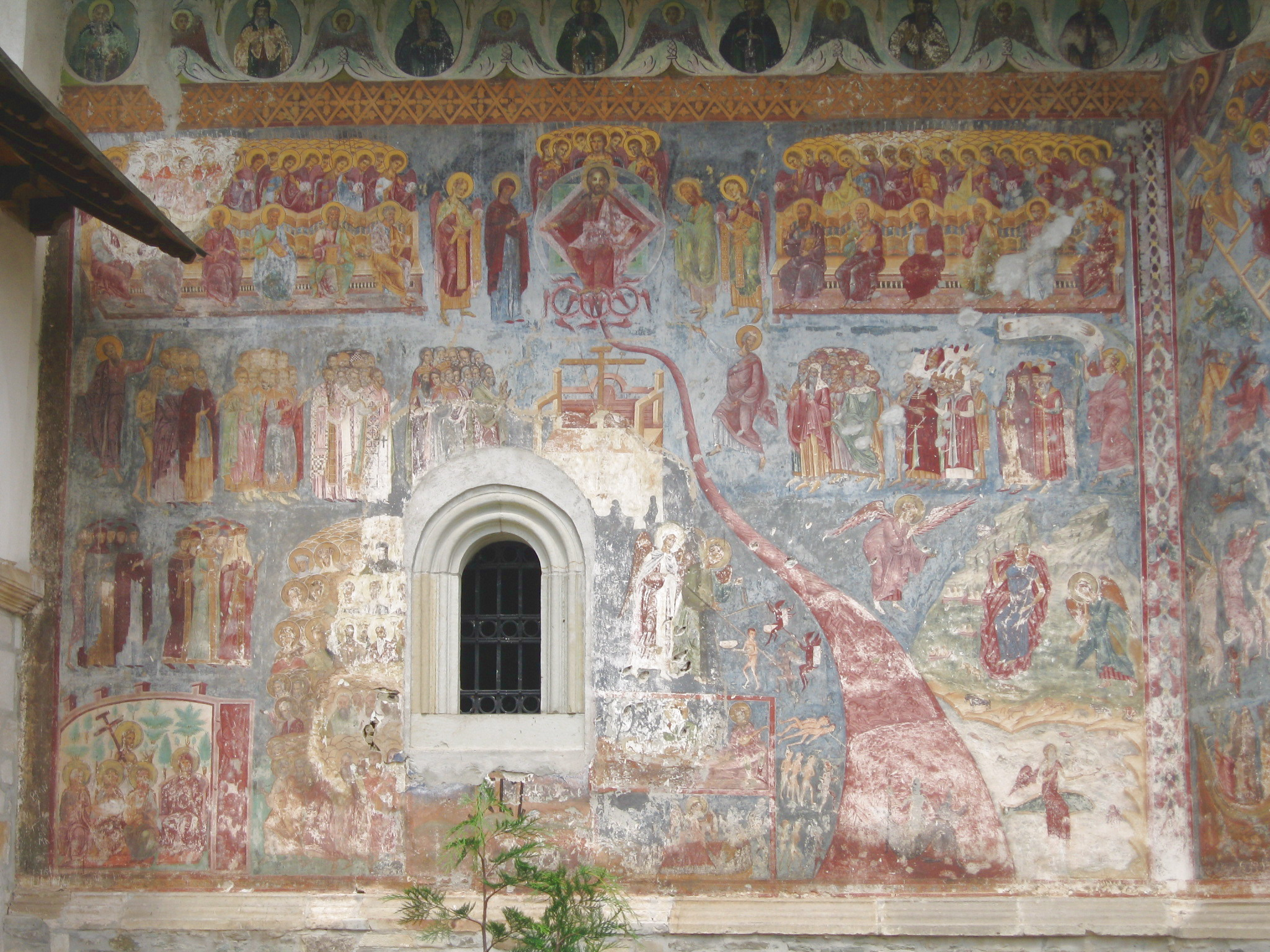
Jüngstes Gericht

Die Klosteranlage wurde in den 1960er und 1970er Jahren unter Leitung des Architekten Ștefan Balș sowie erneut von 2004 bis 2008 restauriert. Dabei wurde die ursprüngliche Bemalung von Stamatello Kotronas wieder freigelegt. Jedoch ist in der Vorhalle die Bemalung aus dem Jahr 1827 erhalten.

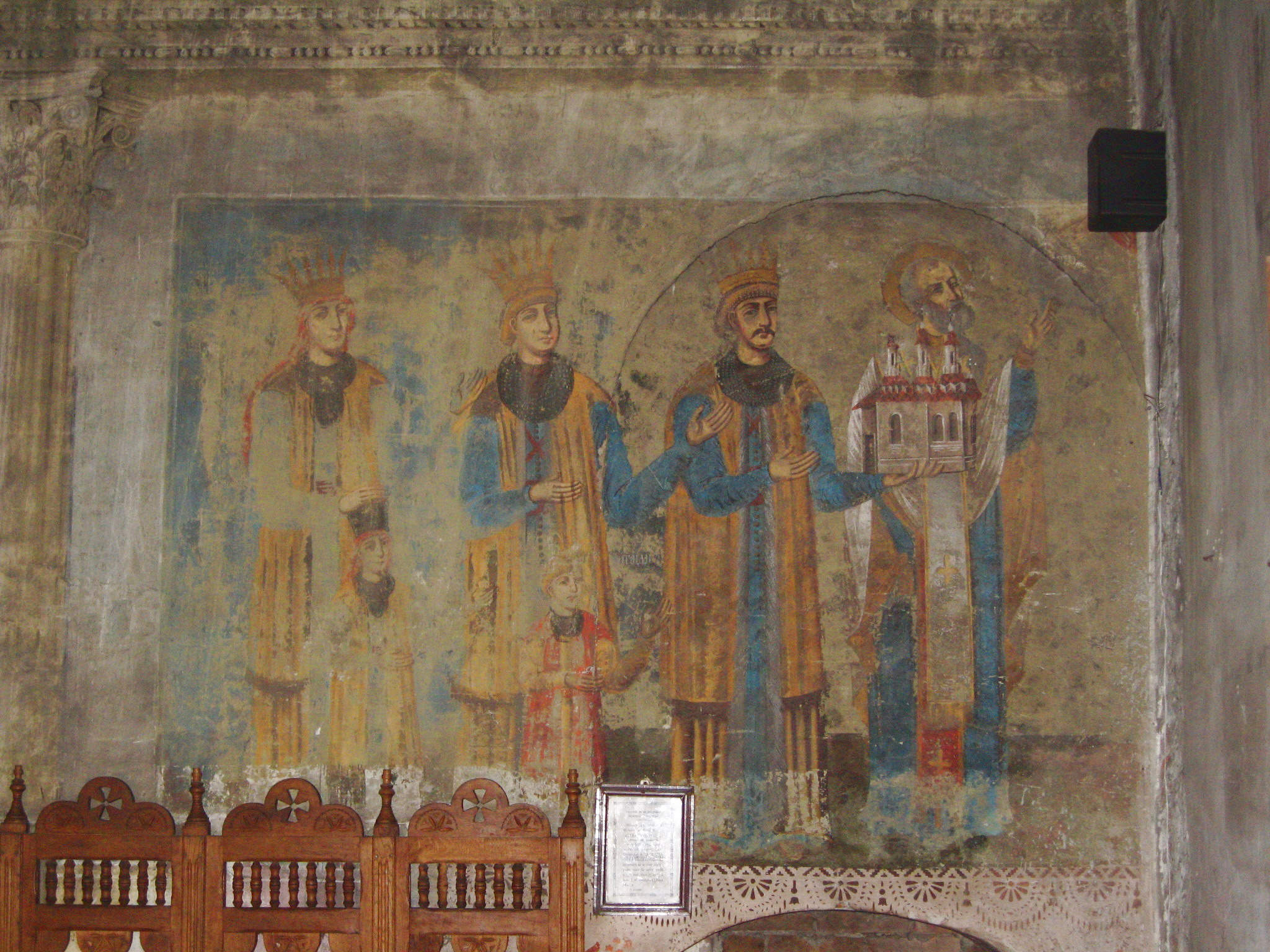
Stifterbild in der Kirche

Das Votivbild des Petru Rares an der Nordwand vor dem Haupteingang ist eine Kopie aus dem Jahr 1827. Die Außenwand zeigt die Himmelsleiter des Johannes Klimakos, die auch an der Außenwand von Kloster Sucevița dargestellt ist. Westlich schließt sich eine Darstellung des Jüngsten Gerichts im traditionellen ikonographischen Schema der Moldau an.